# Llista de monuments del Pallars Sobirà
Llista de monuments del Pallars Sobirà inclosos en l'Inventari del Patrimoni Arquitectònic Català. Inclou els inscrits en el Registre de Béns Culturals d'Interès Nacional (BCIN) amb la classificació de monuments històrics, els Béns Culturals d'Interès Local (BCIL) de caràcter immoble i la resta de béns arquitectònics integrants del patrimoni cultural català.

## Alins
Vegeu la llista de monuments d'Alins

## Alt Àneu
Vegeu llista de monuments d'Alt Àneu

## Baix Pallars
Vegeu la llista de monuments de Baix Pallars

## Espot
| Monument                                                                    | Protecció   | Estil/època                     | Localització                                                  | Coordenades                                          | Codi?         | Imatge |
| --------------------------------------------------------------------------- | ----------- | ------------------------------- | ------------------------------------------------------------- | ---------------------------------------------------- | ------------- | --- |
| Torre dels Moros                                                            | BCIN 831-MH | Obra popular Medieval           | Espot                                                         | 42° 34′ 29″ N, 1° 05′ 08″ E / 42.574804°N,1.085685°E | RI-51-0006319 | Torre dels Moros (Espot) · Vegeu més fotos d'aquest monument · Carregueu una nova foto d'aquest monument                     |
| La Torrassa                                                                 | BCIN 832-MH | Medieval                        | Espot                                                         | 42° 34′ 14″ N, 1° 08′ 25″ E / 42.570613°N,1.140256°E | RI-51-0006320 | Carregueu una nova foto d'aquest monument                                                                                    |
| Castell de Llort                                                            | BCIN 833-MH | Obra popular Medieval           | Espot                                                         | 42° 34′ 21″ N, 1° 08′ 11″ E / 42.572405°N,1.136443°E | RI-51-0006321 | Castell de Llort (Espot) · Vegeu més fotos d'aquest monument · Carregueu una nova foto d'aquest monument                     |
| Església parroquial de Santa Llogaia                                        |             | Barroc XVIII                    | Espot Pl. de l'Església                                       | 42° 34′ 36″ N, 1° 05′ 19″ E / 42.576712°N,1.088740°E | IPA-25427     | Església parroquial de Santa Llogaia (Espot) · Vegeu més fotos d'aquest monument · Carregueu una nova foto d'aquest monument |
| Torre defensiva de lo Solau d'Espot                                         |             | Obra popular XIV                | Espot Pl. Barri de lo Salau                                   | 42° 34′ 41″ N, 1° 05′ 11″ E / 42.578158°N,1.086326°E | IPA-25429     | Carregueu una nova foto d'aquest monument                                                                                    |
| Pont sobre el riu Escrita, Pont Vell                                        |             | Obra popular Medieval           | Espot                                                         | 42° 34′ 33″ N, 1° 05′ 19″ E / 42.575731°N,1.088484°E | IPA-25430     | Carregueu una nova foto d'aquest monument                                                                                    |
| Església parroquial de Sant Esteve                                          |             | Romànic, obra popular XII, XVII | Espot Pl. de l'Església, Estaís                               | 42° 34′ 28″ N, 1° 06′ 52″ E / 42.574439°N,1.114330°E | IPA-25433     | Església parroquial de Sant Esteve (Espot) · Vegeu més fotos d'aquest monument · Carregueu una nova foto d'aquest monument   |
| Pont de la Torrassa                                                         |             | Obra popular Medieval           | Espot Al costat de la presa de la Torrassa                    | 42° 34′ 33″ N, 1° 08′ 30″ E / 42.575706°N,1.141677°E | IPA-36972     | Pont de la Torrassa (Espot) · Vegeu més fotos d'aquest monument · Carregueu una nova foto d'aquest monument                  |
| Pont de la Capella, o Pont Vell                                             |             | Obra popular Medieval           | Espot Sobre el riu Escrita                                    | 42° 34′ 41″ N, 1° 05′ 08″ E / 42.578008°N,1.085679°E | IPA-36973     | Pont de la Capella (Espot) · Vegeu més fotos d'aquest monument · Carregueu una nova foto d'aquest monument                   |
| Pletiu de Peretó, conjunt de pletiu, corral, cabana, pas comptador i altres |             | Obra popular XVIII, XX          | Espot Estany de la Cabana                                     |                                                      | IPA-43009     | Carregueu una nova foto d'aquest monument                                                                                    |
| Búnquer Obago                                                               |             | Obra popular XIX, XX            | Espot C. Portarró, l'Obago                                    |                                                      | IPA-43010     | Carregueu una nova foto d'aquest monument                                                                                    |
| Búnquer Corral Peretó, búnquer Sant Pere                                    |             | Obra popular XX                 | Espot Camí de Roca Blanca Sant Pere, la Prederia, Riu Escrita |                                                      | IPA-43011     | Carregueu una nova foto d'aquest monument                                                                                    |
| Búnquer Serradora                                                           |             | XX                              | Espot Barranc Gavarro, ctra. Sant Maurici, Gavarro            |                                                      | IPA-43012     | Carregueu una nova foto d'aquest monument                                                                                    |

## Esterri d'Àneu
| Monument                                  | Protecció | Estil/època                      | Localització                                   | Coordenades                                          | Codi?     | Imatge |
| ----------------------------------------- | --------- | -------------------------------- | ---------------------------------------------- | ---------------------------------------------------- | --------- | --- |
| Església parroquial de Sant Vicenç        | BCIL 2011 | Barroc XVIII, XVII               | Esterri d'Àneu C. Major                        | 42° 37′ 41″ N, 1° 07′ 22″ E / 42.627981°N,1.122867°E | IPA-25435 | Església parroquial de Sant Vicenç (Esterri d'Àneu) · Vegeu més fotos d'aquest monument · Carregueu una nova foto d'aquest monument        |
| Creu de terme de Creuer d'Esterri         |           | Obra popular XVII                | Esterri d'Àneu Placeta                         | 42° 37′ 44″ N, 1° 07′ 23″ E / 42.629024°N,1.123107°E | IPA-25436 | Creu de terme de Creuer d'Esterri (Esterri d'Àneu) · Vegeu més fotos d'aquest monument · Carregueu una nova foto d'aquest monument         |
| Pont Vell d'Esterri                       | BCIL 2011 | Obra popular                     | Esterri d'Àneu                                 | 42° 37′ 41″ N, 1° 07′ 25″ E / 42.628045°N,1.123545°E | IPA-25437 | Pont Vell d'Esterri (Esterri d'Àneu) · Vegeu més fotos d'aquest monument · Carregueu una nova foto d'aquest monument                       |
| Cal Grec                                  | BCIL 2011 | Modernisme, noucentisme XX Inici | Esterri d'Àneu C. Major, 53                    | 42° 37′ 37″ N, 1° 07′ 24″ E / 42.627036°N,1.123276°E | IPA-25438 | Cal Grec (Esterri d'Àneu) · Vegeu més fotos d'aquest monument · Carregueu una nova foto d'aquest monument                                  |
| Capella de Sant Pere vell de Casa Carrera | BCIL 2011 |                                  | Esterri d'Àneu                                 | 42° 37′ 46″ N, 1° 07′ 22″ E / 42.629512°N,1.122753°E | IPA-45835 | Capella de Sant Pere Vell de Casa Carrera (Esterri d'Àneu) · Vegeu més fotos d'aquest monument · Carregueu una nova foto d'aquest monument |
| Casa Corbera                              | BCIL 2011 |                                  | Esterri d'Àneu                                 | 42° 37′ 38″ N, 1° 07′ 23″ E / 42.627339°N,1.122994°E | IPA-45836 | Carregueu una nova foto d'aquest monument                                                                                                  |
| Casa Gasia, Ecomuseu                      | BCIL 2011 |                                  | Esterri d'Àneu C. del Camp, 22-24              | 42° 37′ 39″ N, 1° 07′ 17″ E / 42.627496°N,1.121355°E | IPA-45838 | Carregueu una nova foto d'aquest monument                                                                                                  |
| Era i forn de Vigatà                      | BCIL 2011 |                                  | Esterri d'Àneu C. de Baix, 15                  | 42° 37′ 37″ N, 1° 07′ 21″ E / 42.626900°N,1.122381°E | IPA-45839 | Carregueu una nova foto d'aquest monument                                                                                                  |
| Casa Vigatà                               | BCIL 2011 |                                  | Esterri d'Àneu C. de Baix, 13                  | 42° 37′ 37″ N, 1° 07′ 21″ E / 42.626984°N,1.122478°E | IPA-45840 | Carregueu una nova foto d'aquest monument                                                                                                  |
| Casa Riart                                | BCIL 2011 |                                  | Esterri d'Àneu Pl. de l'Església, 8            | 42° 37′ 40″ N, 1° 07′ 21″ E / 42.627719°N,1.122598°E | IPA-45841 | Carregueu una nova foto d'aquest monument                                                                                                  |
| Casa Ita                                  | BCIL 2011 |                                  | Esterri d'Àneu C. del Camp, 11                 | 42° 37′ 39″ N, 1° 07′ 20″ E / 42.627462°N,1.122246°E | IPA-45844 | Carregueu una nova foto d'aquest monument                                                                                                  |
| Casa Morelló                              | BCIL 2011 |                                  | Esterri d'Àneu C. del Camp, 4                  | 42° 37′ 40″ N, 1° 07′ 21″ E / 42.627746°N,1.122408°E | IPA-45845 | Carregueu una nova foto d'aquest monument                                                                                                  |
| Casa Tressic                              | BCIL 2011 |                                  | Esterri d'Àneu C. del Camp, 2                  | 42° 37′ 39″ N, 1° 07′ 21″ E / 42.627537°N,1.122467°E | IPA-45846 | Carregueu una nova foto d'aquest monument                                                                                                  |
| Escola Llar Morelló                       | BCIL 2011 |                                  | Esterri d'Àneu Prolongació av. Joaquim Morelló | 42° 37′ 48″ N, 1° 07′ 03″ E / 42.630068°N,1.117463°E | IPA-45849 | Carregueu una nova foto d'aquest monument                                                                                                  |
| Salito                                    | BCIL 2011 |                                  | Esterri d'Àneu Ctra. C-13                      | 42° 36′ 25″ N, 1° 07′ 39″ E / 42.607038°N,1.127507°E | IPA-45850 | Salito (Esterri d'Àneu) · Vegeu més fotos d'aquest monument · Carregueu una nova foto d'aquest monument                                    |
| Borda de Nando                            | BCIL 2011 |                                  | Esterri d'Àneu Ctra. d'Escalarre               | 42° 37′ 14″ N, 1° 07′ 59″ E / 42.62050°N,1.13317°E   | IPA-45851 | Carregueu una nova foto d'aquest monument                                                                                                  |
| Camí d'Isavarre                           | BCIL 2011 |                                  | Esterri d'Àneu Camí d'Isavarre                 | 42° 38′ 41″ N, 1° 06′ 45″ E / 42.644752°N,1.112490°E | IPA-45855 | Carregueu una nova foto d'aquest monument                                                                                                  |
| Camí de Santa Llúcia                      | BCIL 2011 |                                  | Esterri d'Àneu Camí d'Isavarre                 |                                                      | IPA-45856 | Carregueu una nova foto d'aquest monument                                                                                                  |

## Esterri de Cardós
| Monument                                             | Protecció | Estil/època                | Localització                                      | Coordenades                                          | Codi?     | Imatge |
| ---------------------------------------------------- | --------- | -------------------------- | ------------------------------------------------- | ---------------------------------------------------- | --------- | --- |
| Església de Sant Pau i Sant Pere d'Esterri de Cardós | BCIL 2002 | Romànic XI, XVII-XVIII     | Esterri de Cardós Camí de Ginestarre              | 42° 35′ 35″ N, 1° 15′ 41″ E / 42.592975°N,1.261487°E | IPA-374   | Església de Sant Pau i Sant Pere d'Esterri de Cardós · Vegeu més fotos d'aquest monument · Carregueu una nova foto d'aquest monument      |
| Casa Bringué                                         | BCIL 2001 | Obra popular XVII          | Esterri de Cardós Ginestarre                      | 42° 35′ 47″ N, 1° 15′ 45″ E / 42.596464°N,1.262633°E | IPA-21026 | Carregueu una nova foto d'aquest monument                                                                                                 |
| Església de Santa Maria de Ginestarre                | BCIL 2002 | Romànic XI-XII             | Esterri de Cardós Camí d'Esterri, Ginestarre      | 42° 35′ 48″ N, 1° 15′ 45″ E / 42.596569°N,1.262429°E | IPA-25261 | Església de Santa Maria de Ginestarre (Esterri de Cardós) · Vegeu més fotos d'aquest monument · Carregueu una nova foto d'aquest monument |
| Casa Castellà                                        |           | Obra popular XVII, XIX     | Esterri de Cardós                                 | 42° 35′ 33″ N, 1° 15′ 41″ E / 42.592546°N,1.261389°E | IPA-25440 | Carregueu una nova foto d'aquest monument                                                                                                 |
| Església parroquial de Sant Julià                    |           | Obra popular, barroc XVIII | Esterri de Cardós Pl. Major, Arrós de Cardós      | 42° 35′ 35″ N, 1° 14′ 54″ E / 42.592986°N,1.248387°E | IPA-25442 | Església parroquial de Sant Julià (Esterri de Cardós) · Vegeu més fotos d'aquest monument · Carregueu una nova foto d'aquest monument     |
| Torre                                                |           | Obra popular XV            | Esterri de Cardós Pl. Major, Arrós de Cardós      | 42° 35′ 34″ N, 1° 14′ 55″ E / 42.592674°N,1.248582°E | IPA-25443 | Carregueu una nova foto d'aquest monument                                                                                                 |
| Torre en un extrem del carrer Major                  |           | Obra popular XVI           | Esterri de Cardós C. Major, Arrós de Cardós       | 42° 35′ 35″ N, 1° 14′ 59″ E / 42.593059°N,1.249589°E | IPA-25444 | Carregueu una nova foto d'aquest monument                                                                                                 |
| Cementiri de Santa Maria de Ginestarre               |           | Obra popular               | Esterri de Cardós Ginestarre                      | 42° 35′ 48″ N, 1° 15′ 45″ E / 42.596727°N,1.262486°E | IPA-25446 | Carregueu una nova foto d'aquest monument                                                                                                 |
| Casa al centre del poble                             |           | Obra popular XVIII         | Esterri de Cardós Espai central poble, Ginestarre | 42° 35′ 49″ N, 1° 15′ 47″ E / 42.596964°N,1.262930°E | IPA-25447 | Carregueu una nova foto d'aquest monument                                                                                                 |
| Església parroquial de Sant Lliser                   |           | Romànic XI-XII             | Esterri de Cardós Benante                         | 42° 35′ 46″ N, 1° 14′ 15″ E / 42.596025°N,1.237398°E | IPA-25449 | Carregueu una nova foto d'aquest monument                                                                                                 |

## Farrera
| Monument                                                                         | Protecció | Estil/època                                | Localització                                            | Coordenades                                          | Codi?     | Imatge |
| -------------------------------------------------------------------------------- | --------- | ------------------------------------------ | ------------------------------------------------------- | ---------------------------------------------------- | --------- | --- |
| La Bastida de Manresà, o Centre d'Art i Natura                                   | BCIL 2001 | Obra popular XVIII Final, XX Final         | Farrera                                                 | 42° 29′ 48″ N, 1° 16′ 19″ E / 42.496750°N,1.272007°E | IPA-21027 | Carregueu una nova foto d'aquest monument                                                                                          |
| Església parroquial de Sant Roc                                                  |           | Obra popular XVII                          | Farrera C. Major                                        | 42° 29′ 50″ N, 1° 16′ 18″ E / 42.497177°N,1.271633°E | IPA-25451 | Església parroquial de Sant Roc (Farrera) · Vegeu més fotos d'aquest monument · Carregueu una nova foto d'aquest monument          |
| Església de Santa Eulàlia d'Alendo                                               | BCIL 2005 | Romànic XII                                | Farrera Al caire d'un serrat, a la coma de Burg, Alendo | 42° 29′ 47″ N, 1° 15′ 50″ E / 42.496483°N,1.264025°E | IPA-25454 | Església de Santa Eulàlia d'Alendo (Farrera) · Vegeu més fotos d'aquest monument · Carregueu una nova foto d'aquest monument       |
| Església parroquial de Sant Bartomeu, antiga advocació de Sant Cristòfor de Burg |           | Romànic, obra popular XI, XVIII            | Farrera Burg                                            | 42° 30′ 16″ N, 1° 16′ 20″ E / 42.504454°N,1.272158°E | IPA-25456 | Església parroquial de Sant Bartomeu (Farrera) · Vegeu més fotos d'aquest monument · Carregueu una nova foto d'aquest monument     |
| Ermita de la Mare de Déu de la Serra                                             | BCIL 2005 | Romànic XII                                | Farrera Burg                                            | 42° 30′ 03″ N, 1° 15′ 59″ E / 42.500732°N,1.266275°E | IPA-25457 | Ermita de la Mare de Déu de la Serra (Farrera) · Vegeu més fotos d'aquest monument · Carregueu una nova foto d'aquest monument     |
| Ermita de Sant Francesc                                                          |           | Romànic XIII, XVIII Mitjan                 | Farrera Burg                                            | 42° 30′ 12″ N, 1° 16′ 29″ E / 42.503370°N,1.274630°E | IPA-25458 | Carregueu una nova foto d'aquest monument                                                                                          |
| Església parroquial de Sant Martí                                                |           | Obra popular XVII                          | Farrera Mallolís                                        | 42° 29′ 42″ N, 1° 15′ 31″ E / 42.495091°N,1.258535°E | IPA-25460 | Carregueu una nova foto d'aquest monument                                                                                          |
| Església parroquial de Sant Esteve                                               |           | Obra popular, barroc XVI, XVIII            | Farrera Montesclado                                     | 42° 30′ 19″ N, 1° 14′ 38″ E / 42.505274°N,1.243913°E | IPA-25462 | Carregueu una nova foto d'aquest monument                                                                                          |
| Església Vella de Sant Esteve de Montesclado                                     |           | Romànic XI                                 | Farrera Cementiri parroquial, Montesclado               | 42° 30′ 24″ N, 1° 14′ 54″ E / 42.506778°N,1.248266°E | IPA-25463 | Carregueu una nova foto d'aquest monument                                                                                          |
| Església parroquial de Sant Quirze                                               |           | Obra popular XVIII                         | Farrera Glorieta de Montesclado                         | 42° 30′ 18″ N, 1° 15′ 27″ E / 42.505042°N,1.257587°E | IPA-25466 | Carregueu una nova foto d'aquest monument                                                                                          |
| Restes del Castell de la Glorieta                                                |           | Obra popular Medieval                      | Farrera Glorieta de Montesclado                         | 42° 30′ 17″ N, 1° 15′ 26″ E / 42.504624°N,1.257343°E | IPA-25467 | Carregueu una nova foto d'aquest monument                                                                                          |
| Ermita de Santa Magdalena de la Ribalera                                         |           | Romànic, obra popular XI, XVIII, XX Mitjan | Farrera Vall de Santa Magdalena                         | 42° 28′ 04″ N, 1° 20′ 25″ E / 42.467792°N,1.340258°E | IPA-25468 | Ermita de Santa Magdalena de la Ribalera (Farrera) · Vegeu més fotos d'aquest monument · Carregueu una nova foto d'aquest monument |
| Castell de Burg, lo Castell                                                      |           | Obra popular XI                            | Farrera Sobre el poble de Burg                          | 42° 30′ 19″ N, 1° 16′ 09″ E / 42.505333°N,1.269242°E | IPA-32461 | Carregueu una nova foto d'aquest monument                                                                                          |
| Bassa d'aigua                                                                    |           | Obra popular                               | Farrera Paratge del camí de la Glorieta-Alendo          |                                                      | IPA-46437 | Carregueu una nova foto d'aquest monument                                                                                          |

## La Guingueta d'Àneu
| Monument                                                   | Protecció   | Estil/època                            | Localització                                       | Coordenades                                          | Codi?         | Imatge |
| ---------------------------------------------------------- | ----------- | -------------------------------------- | -------------------------------------------------- | ---------------------------------------------------- | ------------- | --- |
| Monestir de Sant Pere del Burgal                           | BCIN 127-MH | Romànic XI                             | La Guingueta d'Àneu Escaló                         | 42° 32′ 46″ N, 1° 10′ 02″ E / 42.545989°N,1.167226°E | RI-51-0001230 | Monestir de Sant Pere del Burgal (la Guingueta d'Àneu) · Vegeu més fotos d'aquest monument · Carregueu una nova foto d'aquest monument           |
| Església de Santa Maria d'Àneu                             | BCIN 136-MH | Romànic XI, XVI                        | La Guingueta d'Àneu Escalarre                      | 42° 36′ 55″ N, 1° 07′ 45″ E / 42.615381°N,1.129204°E | RI-51-0001429 | Església de Santa Maria d'Àneu (la Guingueta d'Àneu) · Vegeu més fotos d'aquest monument · Carregueu una nova foto d'aquest monument             |
| Torre d'Escaló                                             | BCIN 929-MH | Obra popular Medieval                  | La Guingueta d'Àneu Escaló                         | 42° 32′ 55″ N, 1° 09′ 17″ E / 42.548492°N,1.154616°E | RI-51-0006347 | Torre d'Escaló (la Guingueta d'Àneu) · Vegeu més fotos d'aquest monument · Carregueu una nova foto d'aquest monument                             |
| Portals i murs d'Escaló                                    | BCIN 930-MH | Obra popular Medieval                  | La Guingueta d'Àneu Escaló                         | 42° 32′ 53″ N, 1° 09′ 22″ E / 42.548159°N,1.156004°E | RI-51-0006346 | Portals i murs d'Escaló (la Guingueta d'Àneu) · Vegeu més fotos d'aquest monument · Carregueu una nova foto d'aquest monument                    |
| Pont sobre el riu d'Escart                                 |             | Obra popular Medieval                  | La Guingueta d'Àneu Jou                            | 42° 32′ 28″ N, 1° 07′ 48″ E / 42.541105°N,1.129904°E | IPA-25473     | Carregueu una nova foto d'aquest monument |
| Església parroquial de Sant Pere                           |             | Romànic, barroc Medieval, XVII         | La Guingueta d'Àneu Pl. de l'Església, Jou         | 42° 35′ 53″ N, 1° 06′ 48″ E / 42.598046°N,1.113460°E | IPA-25476     | Església parroquial de Sant Pere (la Guingueta d'Àneu) · Vegeu més fotos d'aquest monument · Carregueu una nova foto d'aquest monument           |
| Església parroquial de Sant Miquel                         |             | Obra popular XVII                      | La Guingueta d'Àneu Pl. de l'Església, Llavorre    | 42° 36′ 30″ N, 1° 09′ 07″ E / 42.608397°N,1.151937°E | IPA-25479     | Carregueu una nova foto d'aquest monument |
| Església parroquial de Sant Martí de Tours                 |             | Romànic XII-XIII, XVIII                | La Guingueta d'Àneu Camí de l'Església, Escalarre  | 42° 36′ 54″ N, 1° 08′ 21″ E / 42.614971°N,1.139053°E | IPA-25481     | Església parroquial de Sant Martí de Tours (la Guingueta d'Àneu) · Vegeu més fotos d'aquest monument · Carregueu una nova foto d'aquest monument |
| Església parroquial de Sant Sadurní, o Sant Serni de Cerbi |             | Romànic XII, XVII-XVIII                | La Guingueta d'Àneu Placeta de l'Església, Cerbi   | 42° 38′ 49″ N, 1° 08′ 58″ E / 42.647024°N,1.149502°E | IPA-25483     | Església parroquial de Sant Sadurní (la Guingueta d'Àneu) · Vegeu més fotos d'aquest monument · Carregueu una nova foto d'aquest monument        |
| Església parroquial de Sant Joan Evangelista               |             | Obra popular XVII                      | La Guingueta d'Àneu C. de l'Església, 1, Burgo     | 42° 36′ 57″ N, 1° 09′ 08″ E / 42.615901°N,1.152278°E | IPA-25487     | Carregueu una nova foto d'aquest monument |
| Església parroquial de Sant Quirze                         |             | Obra popular XVII                      | La Guingueta d'Àneu Berrós Sobirà                  | 42° 34′ 39″ N, 1° 10′ 04″ E / 42.577485°N,1.167724°E | IPA-25489     | Carregueu una nova foto d'aquest monument |
| Casa Surp                                                  |             | Obra popular XVII                      | La Guingueta d'Àneu Pl. Major, Berrós Sobirà       | 42° 34′ 41″ N, 1° 10′ 08″ E / 42.578032°N,1.168981°E | IPA-25490     | Carregueu una nova foto d'aquest monument |
| Església parroquial de Sant Jaume                          |             | Romànic XII                            | La Guingueta d'Àneu Berrós Jussà                   | 42° 34′ 33″ N, 1° 09′ 11″ E / 42.575766°N,1.152921°E | IPA-25492     | Carregueu una nova foto d'aquest monument |
| Casa al carrer Major                                       |             | Obra popular XIX                       | La Guingueta d'Àneu Berrós Jussà                   | 42° 34′ 31″ N, 1° 09′ 13″ E / 42.575280°N,1.153484°E | IPA-25493     | Carregueu una nova foto d'aquest monument |
| Església parroquial de Santa Helena                        |             | Obra popular, barroc XVII-XVIII        | La Guingueta d'Àneu Plaça, Escaló                  | 42° 32′ 59″ N, 1° 09′ 19″ E / 42.549594°N,1.155313°E | IPA-25496     | Església parroquial de Santa Helena (la Guingueta d'Àneu) · Vegeu més fotos d'aquest monument · Carregueu una nova foto d'aquest monument        |
| Carrer Major porxat                                        |             | Obra popular XIV                       | La Guingueta d'Àneu C. Major, Escaló               | 42° 32′ 56″ N, 1° 09′ 21″ E / 42.548829°N,1.155871°E | IPA-25499     | Carrer Major porxat (la Guingueta d'Àneu) · Vegeu més fotos d'aquest monument · Carregueu una nova foto d'aquest monument                        |
| Església parroquial de Sant Julià                          |             | Romànic, gòtic, barroc XIII, XV, XVIII | La Guingueta d'Àneu Pl. de l'Església, Unarre      | 42° 38′ 02″ N, 1° 08′ 59″ E / 42.633824°N,1.149614°E | IPA-25504     | Església parroquial de Sant Julià (la Guingueta d'Àneu) · Vegeu més fotos d'aquest monument · Carregueu una nova foto d'aquest monument          |
| Comunidor de la parròquia de Sant Julià                    |             | Obra popular                           | La Guingueta d'Àneu Pl. de l'Església, Unarre      | 42° 38′ 02″ N, 1° 08′ 58″ E / 42.633964°N,1.149341°E | IPA-25507     | Comunidor de la parròquia de Sant Julià (la Guingueta d'Àneu) · Vegeu més fotos d'aquest monument · Carregueu una nova foto d'aquest monument    |
| Església parroquial de Sant Esteve de Gavàs                |             | Obra popular XVIII                     | La Guingueta d'Àneu Extrem carrer Major, Gavàs     | 42° 38′ 28″ N, 1° 09′ 37″ E / 42.641200°N,1.160287°E | IPA-25509     | Carregueu una nova foto d'aquest monument |
| Casa al carrer Major de Gavàs                              |             | Obra popular XIX                       | La Guingueta d'Àneu Extrem carrer Major, Gavàs     | 42° 38′ 29″ N, 1° 09′ 36″ E / 42.64133°N,1.15995°E   | IPA-25510     | Carregueu una nova foto d'aquest monument |
| Església parroquial de Sant Martí                          |             | Obra popular XVIII                     | La Guingueta d'Àneu Placeta de l'Església, Escart  | 42° 32′ 36″ N, 1° 08′ 00″ E / 42.543261°N,1.133207°E | IPA-25513     | Església parroquial de Sant Martí (la Guingueta d'Àneu) · Vegeu més fotos d'aquest monument · Carregueu una nova foto d'aquest monument          |
| Ermita de Sant Joan d'Aurós                                |             | Obra popular XVII                      | La Guingueta d'Àneu Aurós                          | 42° 38′ 16″ N, 1° 09′ 04″ E / 42.637745°N,1.151223°E | IPA-25514     | Ermita de Sant Joan d'Aurós (la Guingueta d'Àneu) · Vegeu més fotos d'aquest monument · Carregueu una nova foto d'aquest monument                |
| Sant Pere d'Aurós                                          |             | Romànic XI                             | La Guingueta d'Àneu Aurós                          | 42° 38′ 18″ N, 1° 09′ 07″ E / 42.638337°N,1.151919°E | IPA-25515     | Carregueu una nova foto d'aquest monument |
| Comunidor de l'Església de Sant Sebastià d'Estaron         |             | Obra popular                           | La Guingueta d'Àneu Recinte del cementiri, Estaron | 42° 31′ 50″ N, 1° 11′ 28″ E / 42.530676°N,1.191052°E | IPA-25516     | Carregueu una nova foto d'aquest monument |
| Església de Sant Sebastià d'Estaron                        |             | Romànic XI                             | La Guingueta d'Àneu Recinte del cementiri, Estaron | 42° 31′ 51″ N, 1° 11′ 27″ E / 42.530719°N,1.190886°E | IPA-25517     | Església de Sant Sebastià d'Estaron (la Guingueta d'Àneu) · Vegeu més fotos d'aquest monument · Carregueu una nova foto d'aquest monument        |
| Església de Sant Bartomeu de Dorve                         |             | Romànic, barroc XII, XVII              | La Guingueta d'Àneu Dorve                          | 42° 35′ 30″ N, 1° 08′ 57″ E / 42.591645°N,1.149162°E | IPA-25519     | Església de Sant Bartomeu de Dorve (la Guingueta d'Àneu) · Vegeu més fotos d'aquest monument · Carregueu una nova foto d'aquest monument         |
| Casa a Dorve                                               |             | Obra popular XVIII, XX Inici           | La Guingueta d'Àneu Dorve                          | 42° 35′ 30″ N, 1° 08′ 55″ E / 42.591671°N,1.148539°E | IPA-25520     | Carregueu una nova foto d'aquest monument |
| Casa al carrer Major de Dorve                              |             | Obra popular XVIII                     | La Guingueta d'Àneu Pl. Major, Dorve               | 42° 35′ 29″ N, 1° 08′ 55″ E / 42.591483°N,1.148648°E | IPA-25521     | Carregueu una nova foto d'aquest monument |
| Ermita de la Mare de Déu de la Roca                        |             | Romànic, obra popular XI               | La Guingueta d'Àneu Escart                         | 42° 32′ 47″ N, 1° 08′ 32″ E / 42.546260°N,1.142343°E | IPA-25524     | Ermita de la Mare de Déu de la Roca (la Guingueta d'Àneu) · Vegeu més fotos d'aquest monument · Carregueu una nova foto d'aquest monument        |

## Lladorre
| Monument                                                           | Protecció   | Estil/època                | Localització                                   | Coordenades                                          | Codi?         | Imatge |
| ------------------------------------------------------------------ | ----------- | -------------------------- | ---------------------------------------------- | ---------------------------------------------------- | ------------- | --- |
| Castell de Lladorre                                                | BCIN 966-MH | Medieval                   | Lladorre                                       | 42° 37′ 12″ N, 1° 14′ 50″ E / 42.620016°N,1.247287°E | RI-51-0006368 | Castell de Lladorre · Vegeu més fotos d'aquest monument · Carregueu una nova foto d'aquest monument                                         |
| Església parroquial de Sant Martí                                  | BCIL 2005   | Obra popular XVI           | Lladorre                                       | 42° 37′ 13″ N, 1° 15′ 00″ E / 42.620255°N,1.250044°E | IPA-25526     | Església parroquial de Sant Martí (Lladorre) · Vegeu més fotos d'aquest monument · Carregueu una nova foto d'aquest monument                |
| Pont de Borito o de Lladorre, pont sobre el Noguera Pallaresa      | BCIL 2011   | Obra popular XIII          | Lladorre                                       | 42° 37′ 35″ N, 1° 14′ 54″ E / 42.626373°N,1.248208°E | IPA-25528     | Pont de Borito (Lladorre) · Vegeu més fotos d'aquest monument · Carregueu una nova foto d'aquest monument                                   |
| Església de Santa Eulàlia de Casa Serra                            | BCIL 2005   | Romànic VIII               | Lladorre Can Serra                             | 42° 36′ 50″ N, 1° 14′ 55″ E / 42.614004°N,1.248512°E | IPA-25529     | Carregueu una nova foto d'aquest monument                                                                                                   |
| Església parroquial de Sant Bartomeu de Tavascan                   | BCIL 2005   | Obra popular, barroc XVIII | Lladorre Tavascan                              | 42° 38′ 40″ N, 1° 15′ 26″ E / 42.644346°N,1.257130°E | IPA-25532     | Església parroquial de Sant Bartomeu de Tavascan (Lladorre) · Vegeu més fotos d'aquest monument · Carregueu una nova foto d'aquest monument |
| Ruïnes de l'antiga església de Sant Simeó, o Sant Bartomeu         | BCIL 2005   | Preromànic IX-X            | Lladorre Tavascan                              | 42° 38′ 39″ N, 1° 15′ 26″ E / 42.644196°N,1.257165°E | IPA-25533     | Ruïnes de l'antiga església de Sant Simó (Lladorre) · Vegeu més fotos d'aquest monument · Carregueu una nova foto d'aquest monument         |
| Casa Escolà a Tavascan                                             |             | Obra popular XVII          | Lladorre Tavascan                              |                                                      | IPA-25534     | Carregueu una nova foto d'aquest monument                                                                                                   |
| Pont Vell de Tavascan                                              | BCIL 2011   | Romànic XII                | Lladorre Tavascan                              | 42° 38′ 39″ N, 1° 15′ 23″ E / 42.644296°N,1.256516°E | IPA-25535     | Pont Vell de Tavascan (Lladorre) · Vegeu més fotos d'aquest monument · Carregueu una nova foto d'aquest monument                            |
| Església de Sant Romà d'Aineto                                     | BCIL 2005   | Romànic XII                | Lladorre Aineto                                | 42° 38′ 16″ N, 1° 14′ 57″ E / 42.637864°N,1.249238°E | IPA-25537     | Església de Sant Romà d'Aineto (Lladorre) · Vegeu més fotos d'aquest monument · Carregueu una nova foto d'aquest monument                   |
| Església parroquial de Sant Pere de Boldís Jussà, o Sant Cristòfol | BCIL 2005   | Obra popular, barroc XVIII | Lladorre Pl. de l'Església, Boldís Jussà       | 42° 36′ 50″ N, 1° 15′ 58″ E / 42.613786°N,1.266136°E | IPA-25539     | Església parroquial de Sant Pere de Boldís Jussà (Lladorre) · Vegeu més fotos d'aquest monument · Carregueu una nova foto d'aquest monument |
| Rectoria Boldís Jussà                                              |             | Obra popular XIX           | Lladorre Pl. Església, Boldís Jussà            | 42° 36′ 50″ N, 1° 15′ 59″ E / 42.61378°N,1.26637°E   | IPA-25541     | Carregueu una nova foto d'aquest monument                                                                                                   |
| Església parroquial de Sant Fruitós de Boldís Sobirà               | BCIL 2005   | Obra popular XVIII         | Lladorre Pl. de l'Església, Boldís Sobirà      | 42° 36′ 50″ N, 1° 16′ 19″ E / 42.613820°N,1.271926°E | IPA-25543     | Església parroquial de Sant Fruitós (Lladorre) · Vegeu més fotos d'aquest monument · Carregueu una nova foto d'aquest monument              |
| Borda amb coberta de palla de Graus                                |             | Obra popular XIX-XX        | Lladorre Costat a camí forestal a presa, Graus | 42° 40′ 07″ N, 1° 14′ 16″ E / 42.66872°N,1.23791°E   | IPA-25546     | Carregueu una nova foto d'aquest monument                                                                                                   |
| Llobatera de Lladorre                                              | BCIL 2012   | Obra popular               | Lladorre                                       |                                                      | IPA-41457     | Carregueu una nova foto d'aquest monument                                                                                                   |
| Molí de la Mola                                                    | BCIL 2012   | Obra popular               | Lladorre                                       | 42° 37′ 27″ N, 1° 14′ 57″ E / 42.624093°N,1.249243°E | IPA-41458     | Carregueu una nova foto d'aquest monument                                                                                                   |
| Oratori Mare de Déu del Roser                                      | BCIL 2012   | Obra popular               | Lladorre                                       | 42° 36′ 56″ N, 1° 15′ 27″ E / 42.615639°N,1.257607°E | IPA-41459     | Carregueu una nova foto d'aquest monument                                                                                                   |
| Oratori de Sant Cristòfol                                          | BCIL 2012   | Obra popular               | Lladorre Boldís Jussà                          | 42° 36′ 50″ N, 1° 15′ 58″ E / 42.613786°N,1.266151°E | IPA-41460     | Carregueu una nova foto d'aquest monument                                                                                                   |
| Oratori de Sant Antoni                                             | BCIL 2012   | Obra popular               | Lladorre Boldís Jussà                          |                                                      | IPA-41461     | Carregueu una nova foto d'aquest monument                                                                                                   |
| Forn de calç de Lladorre                                           | BCIL 2013   | Obra popular               | Lladorre                                       |                                                      | IPA-41845     | Carregueu una nova foto d'aquest monument                                                                                                   |
| Església de Sant Corneli i Sant Cebrià de Lleret                   | BCIL 2005   |                            | Lladorre Lleret                                | 42° 37′ 09″ N, 1° 14′ 07″ E / 42.619170°N,1.235178°E | IPA-41871     | Carregueu una nova foto d'aquest monument                                                                                                   |
| Església romànica de Sant Pere de Boldís Jussà                     | BCIL 2005   |                            | Lladorre Boldís Jussà, a l'oest del poble      | 42° 36′ 54″ N, 1° 15′ 55″ E / 42.614917°N,1.265415°E | IPA-41873     | Vegeu més fotos d'aquest monument · Carregueu una nova foto d'aquest monument                                                               |
| Portal de Tavascan                                                 | BCIL 2005   |                            | Lladorre Tavascan, casa Escolà                 | 42° 38′ 37″ N, 1° 15′ 22″ E / 42.643716°N,1.255978°E | IPA-41874     | Carregueu una nova foto d'aquest monument                                                                                                   |
| Serradora de Guelis                                                | BCIL 2005   |                            | Lladorre                                       | 42° 37′ 06″ N, 1° 15′ 01″ E / 42.618237°N,1.250407°E | IPA-41875     | Carregueu una nova foto d'aquest monument                                                                                                   |
| Serradora de Millat                                                | BCIL 2005   |                            | Lladorre                                       |                                                      | IPA-41876     | Carregueu una nova foto d'aquest monument                                                                                                   |
| Llobatera de Guidal                                                | BCIL 2005   | Obra popular               | Lladorre                                       |                                                      | IPA-41877     | Carregueu una nova foto d'aquest monument                                                                                                   |

## Llavorsí
| Monument                                                   | Protecció | Estil/època                  | Localització                                                      | Coordenades                                          | Codi?     | Imatge |
| ---------------------------------------------------------- | --------- | ---------------------------- | ----------------------------------------------------------------- | ---------------------------------------------------- | --------- | --- |
| Església de Santa Eulàlia de Llavorsí                      | BCIL 2001 | Romànic XII                  | Llavorsí                                                          | 42° 29′ 48″ N, 1° 12′ 31″ E / 42.496670°N,1.208704°E | IPA-21028 | Carregueu una nova foto d'aquest monument                                                                                      |
| Església de Sant Bartomeu de Baiasca                       | BCIL 2001 | Romànic                      | Llavorsí Baiasca                                                  | 42° 30′ 55″ N, 1° 08′ 32″ E / 42.515407°N,1.142324°E | IPA-21029 | Carregueu una nova foto d'aquest monument                                                                                      |
| Església parroquial de Santa Anna                          | BCIL 2015 | Obra popular, barroc XVIII   | Llavorsí Pl. de l'Església                                        | 42° 29′ 45″ N, 1° 12′ 40″ E / 42.495851°N,1.211198°E | IPA-25548 | Església parroquial de Santa Anna (Llavorsí) · Vegeu més fotos d'aquest monument · Carregueu una nova foto d'aquest monument   |
| Pont sobre el riu de Baiasca                               |           | Obra popular Medieval        | Llavorsí Arestui                                                  | 42° 30′ 45″ N, 1° 10′ 23″ E / 42.512597°N,1.173135°E | IPA-25549 | Carregueu una nova foto d'aquest monument                                                                                      |
| Església parroquial del Roser d'Aidí, o Santa Maria d'Aidí | BCIL 2005 | Obra popular XVIII           | Llavorsí Pl. de l'Església, Aidí                                  | 42° 31′ 19″ N, 1° 11′ 53″ E / 42.522041°N,1.198073°E | IPA-25551 | Carregueu una nova foto d'aquest monument                                                                                      |
| Església de Sant Sadurní de Baiasca, o Sant Serni          |           | Romànic, obra popular XI-XII | Llavorsí Baiasca                                                  | 42° 30′ 35″ N, 1° 08′ 33″ E / 42.509685°N,1.142372°E | IPA-25553 | Església de Sant Sadurní de Baiasca (Llavorsí) · Vegeu més fotos d'aquest monument · Carregueu una nova foto d'aquest monument |
| Església parroquial de Sant Martí                          |           | Obra popular XVIII           | Llavorsí Pl. de l'Església, Arestui                               | 42° 30′ 29″ N, 1° 10′ 01″ E / 42.508091°N,1.166835°E | IPA-25555 | Església parroquial de Sant Martí (Llavorsí) · Vegeu més fotos d'aquest monument · Carregueu una nova foto d'aquest monument   |
| Església parroquial de Sant Martí                          |           | Obra popular XIX             | Llavorsí Romadriu                                                 | 42° 26′ 47″ N, 1° 16′ 06″ E / 42.446251°N,1.268386°E | IPA-25558 | Església parroquial de Sant Martí (Llavorsí) · Vegeu més fotos d'aquest monument · Carregueu una nova foto d'aquest monument   |
| Pont de la Moleta de Roni                                  |           | Obra popular XX              | Llavorsí Sobre el riu de Santa Magdalena                          | 42° 28′ 00″ N, 1° 11′ 57″ E / 42.466664°N,1.199254°E | IPA-36975 | Carregueu una nova foto d'aquest monument                                                                                      |
| Pont de Llavorsí                                           |           | Obra popular                 | Llavorsí A l'entrada de Llavorsí, al costat del Noguera Pallaresa | 42° 29′ 31″ N, 1° 12′ 43″ E / 42.492071°N,1.211820°E | IPA-36976 | Pont de Llavorsí · Vegeu més fotos d'aquest monument · Carregueu una nova foto d'aquest monument                               |
| Pont el Cargol                                             |           | Obra popular                 | Llavorsí Al costat del Noguera Pallaresa i del Baiasca            | 42° 31′ 31″ N, 1° 11′ 10″ E / 42.525385°N,1.186192°E | IPA-36977 | Carregueu una nova foto d'aquest monument                                                                                      |

## Rialp
| Monument                                             | Protecció    | Estil/època                    | Localització                     | Coordenades                                          | Codi?         | Imatge |
| ---------------------------------------------------- | ------------ | ------------------------------ | -------------------------------- | ---------------------------------------------------- | ------------- | --- |
| Castell de Rialb                                     | BCIN 1394-MH | Gòtic Medieval                 | Rialp                            | 42° 26′ 41″ N, 1° 08′ 02″ E / 42.444765°N,1.134005°E | RI-51-0006453 | Castell de Rialb (Rialp) · Vegeu més fotos d'aquest monument · Carregueu una nova foto d'aquest monument                                     |
| Torre d'en Virós i restes vila closa                 | BCIN 1395-MH | Obra popular Medieval          | Rialp                            | 42° 26′ 38″ N, 1° 08′ 05″ E / 42.443780°N,1.134714°E | RI-51-0006454 | Carregueu una nova foto d'aquest monument |
| Ermita de Sant Joan de Colinos Vell                  | BCIL 2002    | Preromànic, romànic X-XI       | Rialp Beraní                     | 42° 26′ 34″ N, 1° 09′ 21″ E / 42.442777°N,1.155955°E | IPA-21759     | Carregueu una nova foto d'aquest monument |
| Església de Sant Iscle i Santa Victòria de Surp      | BCIL 2002    | Romànic XI-XII                 | Rialp Surp                       | 42° 27′ 10″ N, 1° 07′ 38″ E / 42.452716°N,1.127142°E | IPA-21760     | Església de Sant Iscle i Santa Victòria de Surp (Rialp) · Vegeu més fotos d'aquest monument · Carregueu una nova foto d'aquest monument      |
| Església parroquial de Sant Martí de Caregue         | BCIL 2002    | Obra popular XVIII             | Rialp Pl. de l'Església, Caregue | 42° 28′ 11″ N, 1° 06′ 17″ E / 42.469613°N,1.104815°E | IPA-25262     | Carregueu una nova foto d'aquest monument |
| Santuari de la Mare de Déu de la Muntanya            | BCIL 2002    | Obra popular                   | Rialp Caregue                    | 42° 29′ 03″ N, 1° 06′ 17″ E / 42.484282°N,1.104812°E | IPA-25263     | Santuari de la Mare de Déu de la Muntanya (Rialp) · Vegeu més fotos d'aquest monument · Carregueu una nova foto d'aquest monument            |
| Carrer del Mig                                       |              | Obra popular Medieval          | Rialp C. del Mig                 | 42° 26′ 39″ N, 1° 08′ 04″ E / 42.444162°N,1.134369°E | IPA-25563     | Carregueu una nova foto d'aquest monument |
| Església parroquial de la Mare de Déu de Valldeflors |              | Obra popular, gòtic XIV, XVIII | Rialp Pl. de l'Església          | 42° 26′ 39″ N, 1° 08′ 06″ E / 42.444265°N,1.134901°E | IPA-25564     | Església parroquial de la Mare de Déu de Valldeflors (Rialp) · Vegeu més fotos d'aquest monument · Carregueu una nova foto d'aquest monument |
| Casa Bellera                                         | BCIL 2015    | Obra popular XVII              | Rialp C. Major - Caregué         | 42° 28′ 11″ N, 1° 06′ 16″ E / 42.469679°N,1.104448°E | IPA-25569     | Carregueu una nova foto d'aquest monument |
| Església parroquial de Santa Coloma                  |              | Obra popular XVIII             | Rialp Pl. de l'Església, Escàs   | 42° 27′ 47″ N, 1° 06′ 20″ E / 42.463086°N,1.105512°E | IPA-25571     | Carregueu una nova foto d'aquest monument |
| Casa Baró                                            |              | Obra popular XI                | Rialp Rodés                      | 42° 27′ 17″ N, 1° 08′ 56″ E / 42.454835°N,1.148963°E | IPA-25573     | Carregueu una nova foto d'aquest monument |
| Església parroquial de Sant Andreu                   |              | Obra popular                   | Rialp Rodés                      | 42° 27′ 18″ N, 1° 08′ 53″ E / 42.455042°N,1.148076°E | IPA-25574     | Església parroquial de Sant Andreu (Rialp) · Vegeu més fotos d'aquest monument · Carregueu una nova foto d'aquest monument                   |
| Ermita de Sant Quirze, o Sant Quiri                  |              | Preromànic X-XI                | Rialp Surp                       | 42° 27′ 03″ N, 1° 08′ 01″ E / 42.450902°N,1.133520°E | IPA-25577     | Carregueu una nova foto d'aquest monument |
| Casa Beltran                                         |              | Obra popular XVII              | Rialp C. Major, Surp             | 42° 27′ 12″ N, 1° 07′ 35″ E / 42.453328°N,1.126461°E | IPA-25578     | Casa Beltran (Rialp) · Vegeu més fotos d'aquest monument · Carregueu una nova foto d'aquest monument                                         |
| Molí fariner la Mola de Bellera                      | BCIL 2005    |                                | Rialp                            | 42° 26′ 39″ N, 1° 08′ 01″ E / 42.444228°N,1.133741°E | IPA-37865     | Carregueu una nova foto d'aquest monument |

## Soriguera
| Monument                                                                             | Protecció    | Estil/època                      | Localització                                    | Coordenades                                          | Codi?         | Imatge |
| ------------------------------------------------------------------------------------ | ------------ | -------------------------------- | ----------------------------------------------- | ---------------------------------------------------- | ------------- | --- |
| Recinte fortificat de Vilamur                                                        | BCIN 1578-MH | Romànic XI                       | Soriguera Vilamur                               | 42° 22′ 47″ N, 1° 09′ 42″ E / 42.379739°N,1.161553°E | RI-51-0006488 | Recinte fortificat de Vilamur (Soriguera) · Vegeu més fotos d'aquest monument · Carregueu una nova foto d'aquest monument                              |
| Església parroquial de Santa Eulàlia                                                 |              | Obra popular XVIII               | Soriguera                                       | 42° 22′ 14″ N, 1° 10′ 53″ E / 42.370566°N,1.181495°E | IPA-25580     | Carregueu una nova foto d'aquest monument |
| Santuari de la Mare de Déu d'Arboló                                                  | BCIL 2011    | Romànic VIII                     | Soriguera Congost d'Arboló                      | 42° 20′ 07″ N, 1° 03′ 58″ E / 42.335370°N,1.066081°E | IPA-25581     | Santuari de la Mare de Déu d'Arboló (Soriguera) · Vegeu més fotos d'aquest monument · Carregueu una nova foto d'aquest monument                        |
| Arcada                                                                               |              | Obra popular                     | Soriguera Carrer prop de l'església             | 42° 22′ 13″ N, 1° 10′ 52″ E / 42.370304°N,1.181163°E | IPA-25582     | Carregueu una nova foto d'aquest monument |
| Església parroquial de Sant Lliser                                                   |              | Obra popular XVIII               | Soriguera Pl. Major, Arcalís                    | 42° 21′ 13″ N, 1° 05′ 04″ E / 42.353487°N,1.084460°E | IPA-25585     | Església parroquial de Sant Lliser (Soriguera) · Vegeu més fotos d'aquest monument · Carregueu una nova foto d'aquest monument                         |
| Capella de la Mare de Déu del Roser                                                  |              | Obra popular XIX                 | Soriguera C. Major, Baro                        | 42° 21′ 34″ N, 1° 04′ 49″ E / 42.359345°N,1.080154°E | IPA-25587     | Carregueu una nova foto d'aquest monument |
| Església parroquial de Santa Eugènia                                                 |              | Obra popular XVIII               | Soriguera Pl. Església, Embonui                 | 42° 23′ 56″ N, 1° 08′ 54″ E / 42.399025°N,1.148360°E | IPA-25589     | Carregueu una nova foto d'aquest monument |
| Església parroquial de Sant Esteve                                                   |              | Obra popular XVIII               | Soriguera Pl. Església, Escós                   | 42° 22′ 17″ N, 1° 03′ 53″ E / 42.371375°N,1.064758°E | IPA-25591     | Carregueu una nova foto d'aquest monument |
| Casa Batlle Vell                                                                     |              | Obra popular XVI, XVIII          | Soriguera Plaça, Escós                          | 42° 22′ 17″ N, 1° 03′ 54″ E / 42.371424°N,1.065036°E | IPA-25592     | Carregueu una nova foto d'aquest monument |
| Església parroquial de Sant Marçal                                                   |              | Obra popular XVIII               | Soriguera Pl. de l'Església, Estac              | 42° 22′ 52″ N, 1° 04′ 33″ E / 42.381166°N,1.075857°E | IPA-25594     | Carregueu una nova foto d'aquest monument |
| Ermita de Sant Sebastià                                                              |              | Romànic XI                       | Soriguera Camí que des de la C-147 puja a Estac | 42° 22′ 37″ N, 1° 05′ 01″ E / 42.376944°N,1.083736°E | IPA-25595     | Carregueu una nova foto d'aquest monument |
| Església parroquial de Sant Martí de Llagunes                                        | BCIL 2003    | Romànic, obra popular XII, XVIII | Soriguera Pl. Major, Llagunes                   | 42° 22′ 13″ N, 1° 11′ 23″ E / 42.370203°N,1.189831°E | IPA-25597     | Església parroquial de Sant Martí de Llagunes (Soriguera) · Vegeu més fotos d'aquest monument · Carregueu una nova foto d'aquest monument              |
| Capella de Santa Eulàlia                                                             |              | Obra popular XVIII               | Soriguera Pl. de l'Església, Malmercat          | 42° 22′ 12″ N, 1° 07′ 21″ E / 42.370099°N,1.122376°E | IPA-25599     | Carregueu una nova foto d'aquest monument |
| Casa Macareno, o Castell de Bielsa                                                   |              | Obra popular Medieval            | Soriguera Pl. de l'Església, Malmercat          | 42° 22′ 12″ N, 1° 07′ 20″ E / 42.370122°N,1.122132°E | IPA-25600     | Carregueu una nova foto d'aquest monument |
| Arcada de pas a Puiforniu                                                            |              | Obra popular                     | Soriguera Puigforniu                            | 42° 22′ 04″ N, 1° 09′ 19″ E / 42.367889°N,1.155395°E | IPA-25602     | Carregueu una nova foto d'aquest monument |
| Església parroquial de Sant Salvador                                                 |              | Obra popular XVIII               | Soriguera Rubió                                 | 42° 22′ 34″ N, 1° 13′ 20″ E / 42.376161°N,1.222126°E | IPA-25604     | Carregueu una nova foto d'aquest monument |
| Casa Morreres de Saverneda                                                           |              | Obra popular XVII                | Soriguera Saverneda                             | 42° 23′ 18″ N, 1° 07′ 42″ E / 42.388275°N,1.128285°E | IPA-25605     | Carregueu una nova foto d'aquest monument |
| Església parroquial de Santa Coloma de Tornafort                                     | BCIL 2009    | Obra popular XVII                | Soriguera Pl. de l'Església, Tornafort          | 42° 22′ 08″ N, 1° 08′ 25″ E / 42.368863°N,1.140198°E | IPA-25607     | Carregueu una nova foto d'aquest monument |
| Església parroquial de la Mare de Déu de Medina de Vilamur, o Santa Maria de Vilamur | BCIL 2005    | Romànic, gòtic XII, XIV          | Soriguera Pl. de l'Església, Vilamur            | 42° 22′ 47″ N, 1° 09′ 42″ E / 42.379649°N,1.161613°E | IPA-25609     | Església parroquial de la Mare de Déu de Medina de Vilamur (Soriguera) · Vegeu més fotos d'aquest monument · Carregueu una nova foto d'aquest monument |
| Carrer Major porticat                                                                |              | Obra popular XV                  | Soriguera C. Major, Vilamur                     | 42° 22′ 47″ N, 1° 09′ 39″ E / 42.379789°N,1.160808°E | IPA-25610     | Carrer Major porticat (Soriguera) · Vegeu més fotos d'aquest monument · Carregueu una nova foto d'aquest monument                                      |
| Casa Faduguet                                                                        |              | Gòtic tardà XV-XVI               | Soriguera Pl. Major, 7, Vilamur                 |                                                      | IPA-25612     | Casa Faduguet (Soriguera) · Vegeu més fotos d'aquest monument · Carregueu una nova foto d'aquest monument                                              |
| Antic estudi d'Estac                                                                 | BCIL 2005    |                                  | Soriguera Pl. de l'Església, Estac              | 42° 22′ 52″ N, 1° 04′ 34″ E / 42.381154°N,1.076192°E | IPA-37864     | Carregueu una nova foto d'aquest monument |

## Sort
Vegeu la llista de monuments de Sort

## Tírvia
| Monument                                                                                   | Protecció    | Estil/època                   | Localització                          | Coordenades                                          | Codi?         | Imatge |
| ------------------------------------------------------------------------------------------ | ------------ | ----------------------------- | ------------------------------------- | ---------------------------------------------------- | ------------- | --- |
| Castell de Tírvia                                                                          | BCIN 1623-MH |                               | Tírvia                                | 42° 30′ 54″ N, 1° 14′ 34″ E / 42.515051°N,1.242793°E | RI-51-0006504 | Carregueu una nova foto d'aquest monument                                                                                        |
| Església parroquial de Sant Feliu                                                          | BCIL 2001    | Historicisme XX Mitjan        | Tírvia Plaça                          | 42° 30′ 54″ N, 1° 14′ 33″ E / 42.514985°N,1.242637°E | IPA-21032     | Església parroquial de Sant Feliu (Tírvia) · Vegeu més fotos d'aquest monument · Carregueu una nova foto d'aquest monument       |
| Capella de la Mare de Déu del Roser                                                        | BCIL 2001    | Obra popular                  | Tírvia A 1 km del poble direcció nord | 42° 31′ 18″ N, 1° 14′ 43″ E / 42.521569°N,1.245307°E | IPA-21033     | Carregueu una nova foto d'aquest monument                                                                                        |
| Ermita de la Pietat i esteles medievals, o Capella de Sant Francesc, Capella de Sant Feliu | BCIL 2001    | Obra popular, gòtic XIII, XII | Tírvia                                | 42° 30′ 52″ N, 1° 14′ 42″ E / 42.514537°N,1.245120°E | IPA-21034     | Ermita de la Pietat i esteles medievals (Tírvia) · Vegeu més fotos d'aquest monument · Carregueu una nova foto d'aquest monument |
| Cal Toio                                                                                   | BCIL 2003    | Obra popular XVII             | Tírvia C. Major                       | 42° 30′ 54″ N, 1° 14′ 36″ E / 42.514939°N,1.243460°E | IPA-25671     | Carregueu una nova foto d'aquest monument                                                                                        |
| Porxos coberts del carrer Major de Tírvia                                                  | BCIL 2003    | Obra popular XVII, XIX        | Tírvia C. Major                       | 42° 30′ 54″ N, 1° 14′ 37″ E / 42.514964°N,1.243623°E | IPA-25673     | Porxos coberts del carrer Major de Tírvia · Vegeu més fotos d'aquest monument · Carregueu una nova foto d'aquest monument        |
| Forn de calç de la Bana                                                                    | BCIL 2003    | Obra popular XIX              | Tírvia Cruïlla la Bana - carretera    |                                                      | IPA-25674     | Carregueu una nova foto d'aquest monument                                                                                        |
| Capella de Sant Joan                                                                       | BCIL 2003    | Obra popular                  | Tírvia Camí de Burg                   | 42° 30′ 56″ N, 1° 14′ 43″ E / 42.515594°N,1.245310°E | IPA-25676     | Capella de Sant Joan (Tírvia) · Vegeu més fotos d'aquest monument · Carregueu una nova foto d'aquest monument                    |
| Pont de Torres                                                                             | BCIL 2003    | Obra popular                  | Tírvia                                |                                                      | IPA-25684     | Carregueu una nova foto d'aquest monument                                                                                        |

## Vall de Cardós
| Monument                                     | Protecció    | Estil/època                             | Localització                                                                    | Coordenades                                          | Codi?     | Imatge |
| -------------------------------------------- | ------------ | --------------------------------------- | ------------------------------------------------------------------------------- | ---------------------------------------------------- | --------- | --- |
| Creu de terme de Ribera de Cardós            | BCIN 4105-MH | Gòtic XV                                | Vall de Cardós Pl. Mn. Cinto Verdaguer, 1, Ribera de Cardós                     | 42° 33′ 50″ N, 1° 13′ 40″ E / 42.563784°N,1.227712°E | IPA-25687 | Creu de terme de Ribera de Cardós (Vall de Cardós) · Vegeu més fotos d'aquest monument · Carregueu una nova foto d'aquest monument           |
| Església de Santa Eulàlia d'Estaon           | BCIL 2001    | Romànic XII                             | Vall de Cardós Estaon                                                           | 42° 35′ 16″ N, 1° 12′ 41″ E / 42.587735°N,1.211334°E | IPA-481   | Església de Santa Eulàlia d'Estaon (Vall de Cardós) · Vegeu més fotos d'aquest monument · Carregueu una nova foto d'aquest monument          |
| Església de Santa Maria de Ribera de Cardós  | BCIL 2001    | Romànic, barroc XII, XVIII              | Vall de Cardós Ribera de Cardós, afores del poble                               | 42° 33′ 50″ N, 1° 13′ 41″ E / 42.563759°N,1.228051°E | IPA-21035 | Església de Santa Maria de Ribera de Cardós (Vall de Cardós) · Vegeu més fotos d'aquest monument · Carregueu una nova foto d'aquest monument |
| La Torre                                     |              | Obra popular Medieval                   | Vall de Cardós Ribera de Cardós, extrem del c. Major, inici antic camí de Surri | 42° 33′ 49″ N, 1° 13′ 27″ E / 42.563718°N,1.224202°E | IPA-25686 | Carregueu una nova foto d'aquest monument |
| Capella de Casa Mora o de Santa Llúcia       |              | Obra popular XVIII                      | Vall de Cardós Ribera de Cardós                                                 | 42° 33′ 47″ N, 1° 13′ 32″ E / 42.563105°N,1.225602°E | IPA-25688 | Carregueu una nova foto d'aquest monument |
| Església parroquial de Sant Romà             |              | Romànic, barroc XI                      | Vall de Cardós C. de l'Església, Anàs                                           | 42° 34′ 36″ N, 1° 12′ 44″ E / 42.576542°N,1.212348°E | IPA-25690 | Església parroquial de Sant Romà (Vall de Cardós) · Modifica el valor a Wikidata · Carregueu una nova foto d'aquest monument                 |
| Església parroquial de Santa Eugènia         |              | Romànic, barroc, obra popular XVI-XVIII | Vall de Cardós Plaça, Ainet de Cardós                                           | 42° 34′ 54″ N, 1° 14′ 06″ E / 42.581604°N,1.235064°E | IPA-25692 | Església parroquial de Santa Eugènia (Vall de Cardós) · Vegeu més fotos d'aquest monument · Carregueu una nova foto d'aquest monument        |
| Església parroquial de Santa Maria           |              | Barroc, obra popular XVIII              | Vall de Cardós Pl. Major, Bonestarre                                            | 42° 34′ 30″ N, 1° 13′ 04″ E / 42.575086°N,1.217739°E | IPA-25694 | Església parroquial de Santa Maria (Vall de Cardós) · Vegeu més fotos d'aquest monument · Carregueu una nova foto d'aquest monument          |
| Casa Mill                                    |              | Obra popular XIX                        | Vall de Cardós Pl. Major, Bonestarre                                            | 42° 34′ 29″ N, 1° 13′ 04″ E / 42.574732°N,1.217828°E | IPA-25695 | Carregueu una nova foto d'aquest monument |
| Església de Sant Feliu                       |              | Romànic XII-XIII                        | Vall de Cardós Bonestarre, antic camí a Ainet                                   | 42° 34′ 14″ N, 1° 13′ 27″ E / 42.570465°N,1.224032°E | IPA-25696 | Carregueu una nova foto d'aquest monument |
| Església parroquial de Sant Andreu           |              | Romànic, obra popular XI-XIX            | Vall de Cardós C. Major, Cassibrós                                              | 42° 34′ 28″ N, 1° 14′ 01″ E / 42.574395°N,1.233476°E | IPA-25698 | Església parroquial de Sant Andreu (Vall de Cardós) · Vegeu més fotos d'aquest monument · Carregueu una nova foto d'aquest monument          |
| Pont de Cassibrós                            |              | Obra popular Medieval                   | Vall de Cardós Cassibrós                                                        | 42° 34′ 14″ N, 1° 13′ 51″ E / 42.570504°N,1.230820°E | IPA-25699 | Pont de Cassibrós (Vall de Cardós) · Vegeu més fotos d'aquest monument · Carregueu una nova foto d'aquest monument                           |
| Església parroquial de Sant Jaume            |              | Obra popular, barroc XVIII              | Vall de Cardós Estaon, a l'entrada del poble                                    | 42° 35′ 13″ N, 1° 12′ 43″ E / 42.587008°N,1.212025°E | IPA-25701 | Església parroquial de Sant Jaume (Vall de Cardós) · Vegeu més fotos d'aquest monument · Carregueu una nova foto d'aquest monument           |
| Església parroquial de Sant Pere             |              | Obra popular, barroc XVIII              | Vall de Cardós C. de l'Església, Lladrós                                        | 42° 36′ 19″ N, 1° 14′ 30″ E / 42.605342°N,1.241678°E | IPA-25704 | Església parroquial de Sant Pere (Vall de Cardós) · Vegeu més fotos d'aquest monument · Carregueu una nova foto d'aquest monument            |
| Casa a Lladrós                               |              | Obra popular XVIII                      | Vall de Cardós C. de l'Església, Lladrós                                        | 42° 36′ 19″ N, 1° 14′ 29″ E / 42.605336°N,1.241270°E | IPA-25705 | Carregueu una nova foto d'aquest monument |
| Ermita de la Mare de Déu del Pont o del Camí |              | Obra popular                            | Vall de Cardós Costat pont antic camí de Lladrós                                | 42° 36′ 27″ N, 1° 14′ 44″ E / 42.607368°N,1.245455°E | IPA-25706 | Ermita de la Mare de Déu del Pont (Vall de Cardós) · Vegeu més fotos d'aquest monument · Carregueu una nova foto d'aquest monument           |
| Casa Pubill                                  |              | Obra popular XVII                       | Vall de Cardós Surri                                                            | 42° 33′ 55″ N, 1° 13′ 20″ E / 42.565233°N,1.222344°E | IPA-25710 | Carregueu una nova foto d'aquest monument |
| Casa a Surri                                 |              | Obra popular XVII                       | Vall de Cardós Surri                                                            | 42° 33′ 55″ N, 1° 13′ 20″ E / 42.565326°N,1.222238°E | IPA-25711 | Carregueu una nova foto d'aquest monument |
| Capella de Sant Joan                         |              | Obra popular                            | Vall de Cardós Camí del bosc de Surri                                           | 42° 33′ 56″ N, 1° 13′ 15″ E / 42.565637°N,1.220816°E | IPA-25712 | Carregueu una nova foto d'aquest monument |
| Església parroquial de Santa Coloma          |              | Obra popular, barroc XVIII              | Vall de Cardós Pl. Major, Surri                                                 | 42° 33′ 56″ N, 1° 13′ 20″ E / 42.565605°N,1.222230°E | IPA-25713 | Església parroquial de Santa Coloma (Vall de Cardós) · Vegeu més fotos d'aquest monument · Carregueu una nova foto d'aquest monument         |
| Pont de la Mare de Déu del Camí              |              | Obra popular                            | Vall de Cardós Estaon                                                           | 42° 36′ 27″ N, 1° 14′ 43″ E / 42.607419°N,1.245265°E | IPA-25714 | Carregueu una nova foto d'aquest monument |
| Llobatera de Prat de Marquet                 |              | Obra popular                            | Vall de Cardós Paratge de Prat de Marquet, antic camí de Lleret                 |                                                      | IPA-49082 | Carregueu una nova foto d'aquest monument |